# 小笠原氏興
小笠原 氏興（おがさわら うじおき）は、戦国時代の武将。

## 生涯

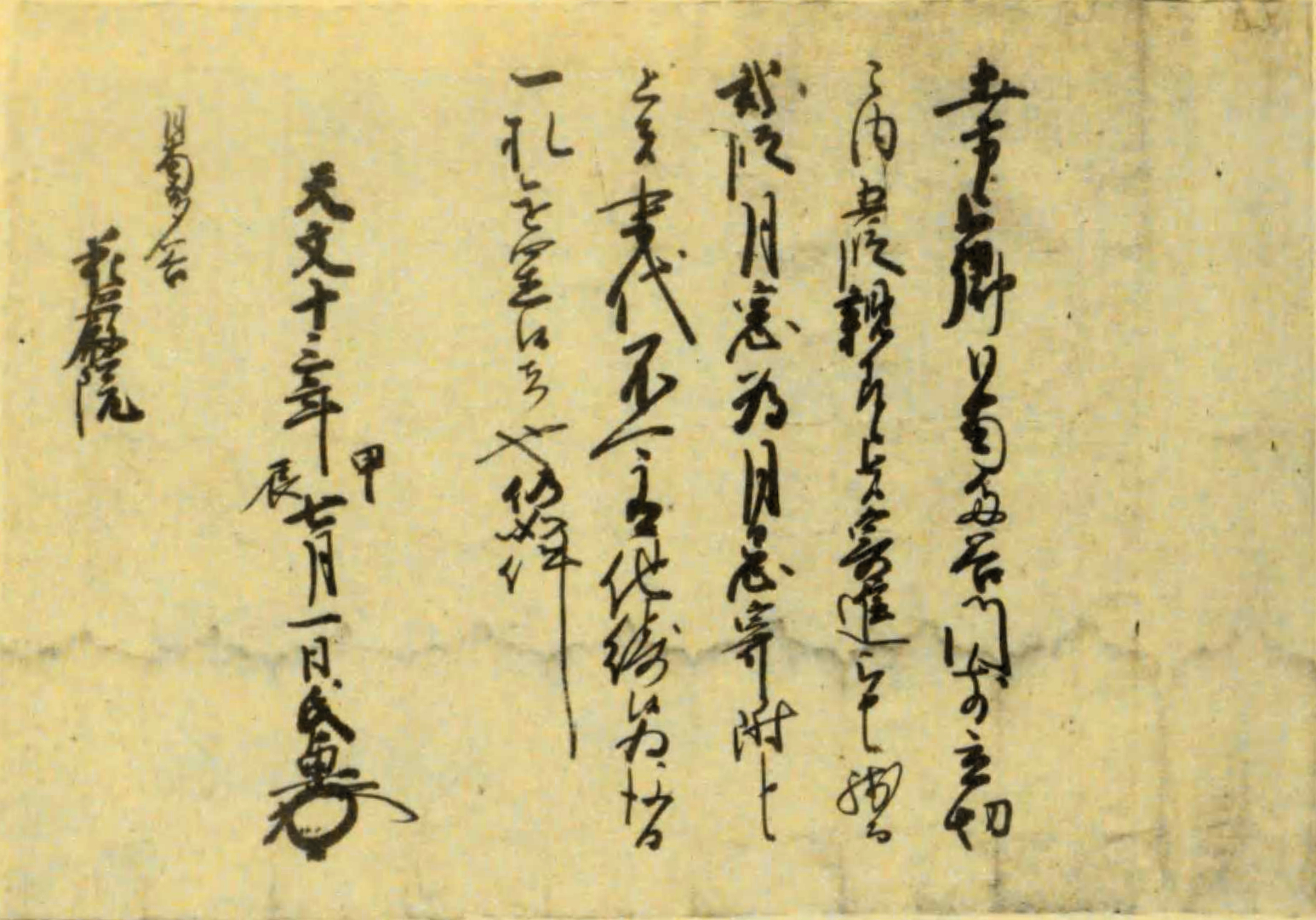
華嚴院への判物（『小笠原氏興寺領判物』天文13年7月1日）

信濃守護・小笠原長時の従兄弟である小笠原春義（春儀、春茂）の息子で、高天神小笠原家の当主。子に小笠原信興（長忠、氏助、氏儀）がいる。母は今川氏親の娘とされるが、当時の記録から小笠原氏に嫁いだ氏親の娘の存在は確認できないため、創作とする説が有力である。ただし、「氏」の諱は今川氏の一門で家中でも最上位に属する「御一家衆」にしか許されていなかったことから、母が御一家衆の出身でこれによって春義父子も今川氏一門に准じた扱いを受けたのを後世誤解されたとする推測は可能である。
氏興は当初今川義元に仕えていた。義元が桶狭間の戦いで尾張の織田信長に攻められ戦死したため、義元嫡子・今川氏真が家督を嗣ぐ。氏真は凡庸な当主だったために甲斐の武田信玄に甲相駿三国同盟を破棄されて駿河に攻められ、さらに三河の徳川家康までもが遠江に侵攻して来ると、永禄12年（1569年）氏興は弟の清広、義頼と共に、家康に内応して主君氏真が籠城する掛川城を袋井方面から攻撃し戦功を上げた。氏真はかなわず掛川城を撤退し、小田原の後北条氏の元に亡命した。
その後は家康に仕えたが、同年に馬伏塚城にて病死した。享年41。法名は泰翁。妻は三浦氏。

## 画像集

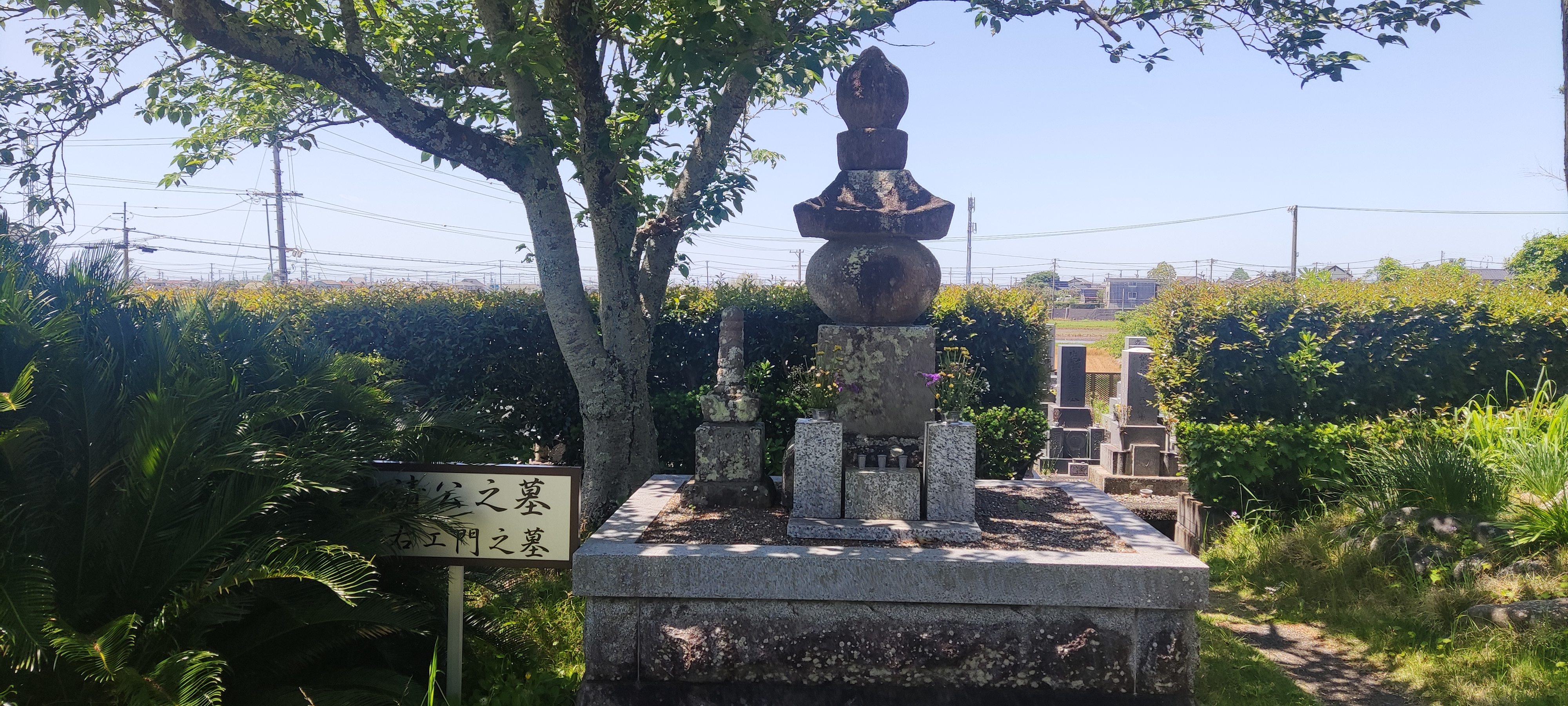
小笠原氏清の墓（袋井市）（静岡県袋井市浅名1416）
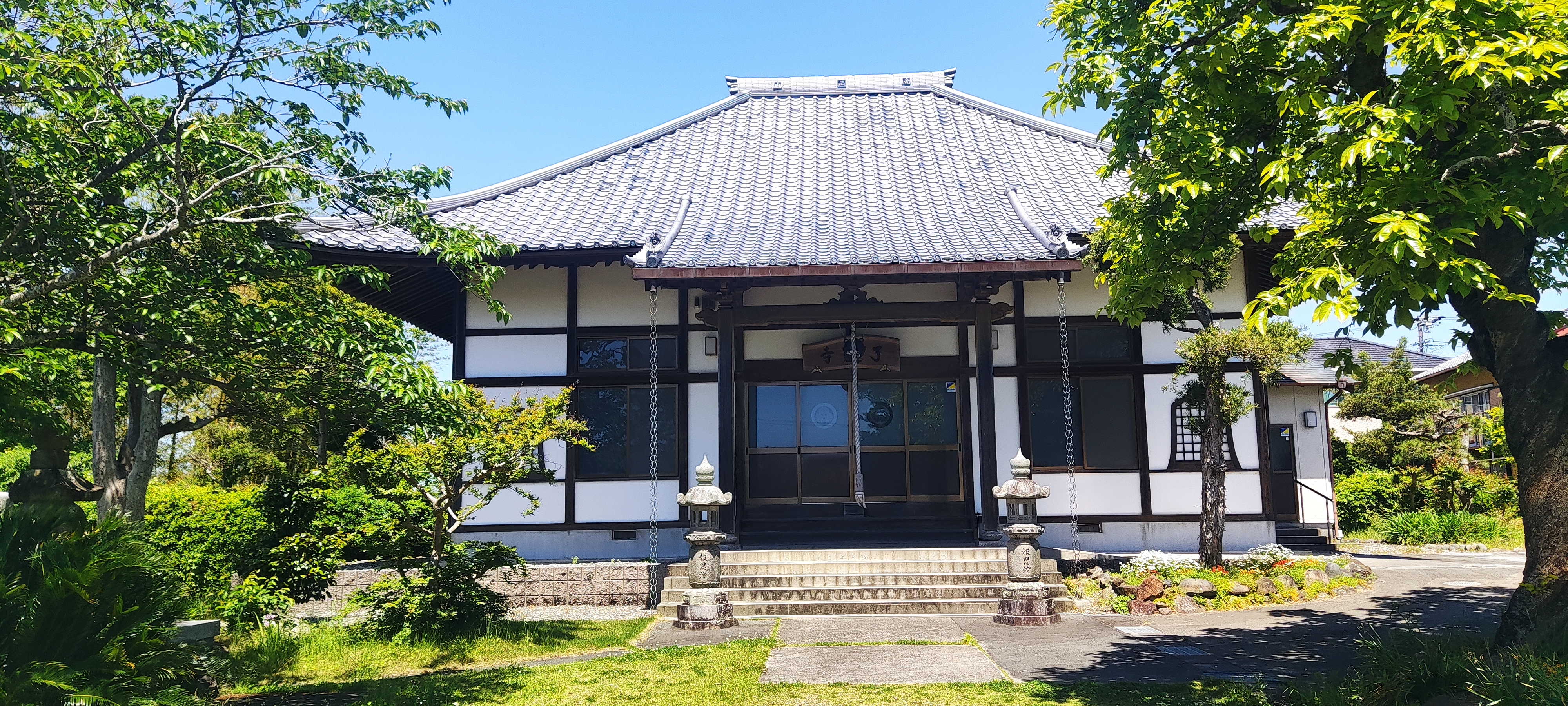
了教寺（袋井市）（静岡県袋井市浅名1342）
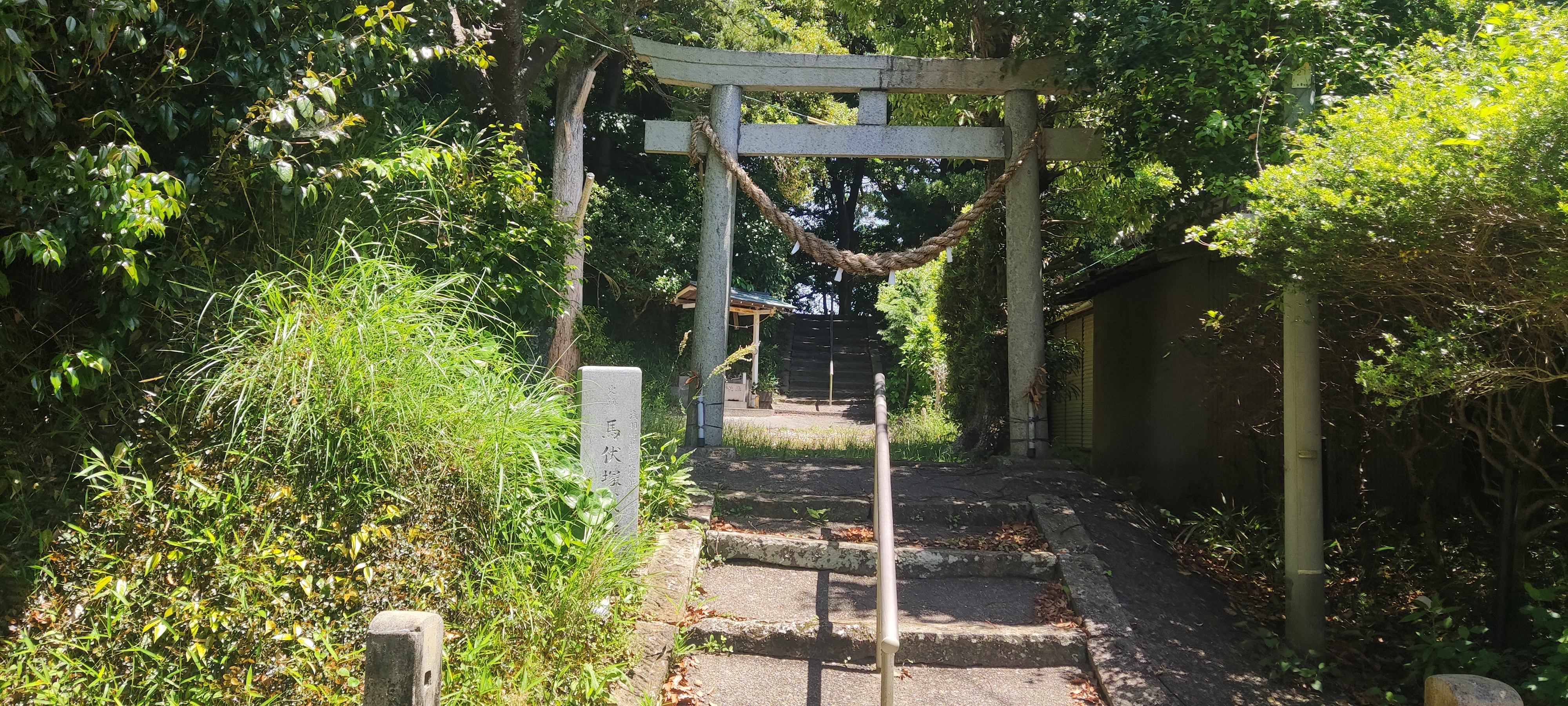
馬伏塚城址（袋井市）（静岡県袋井市浅名1109‐1）